# Erythrina humeana
Erythrina humeana comúnmente llamada,  kaffirboom enano ("dwarf kaffirboom"),  árbol coral enano ("dwarf coral tree"), Erythrina enana ("dwarf erythrina), árbol coral de Natal (Natal Coral Tree) es un árbol ornamental y planta medicinal nativo de Sudáfrica.

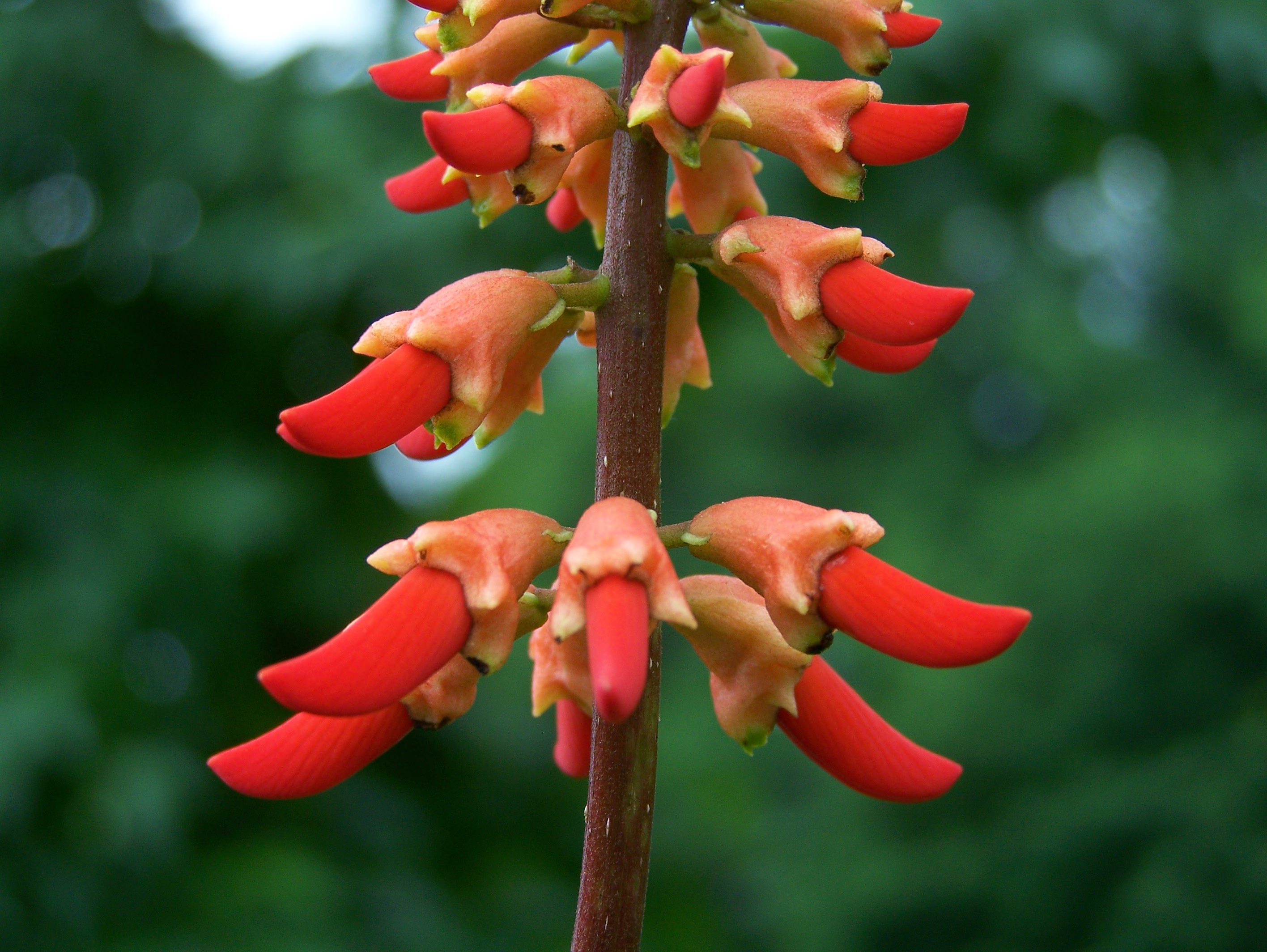
Inflorescencia

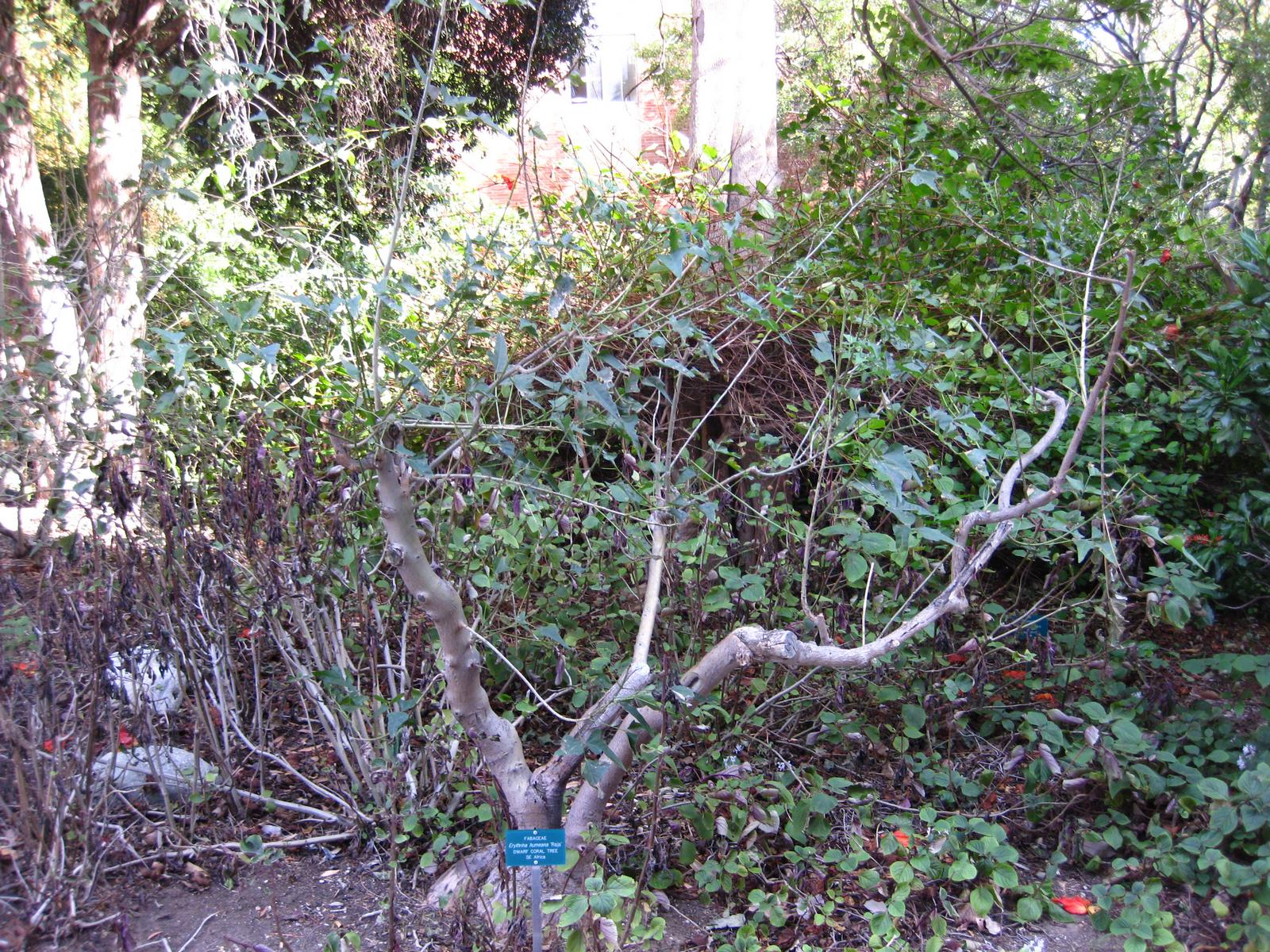
Vista del arbusto

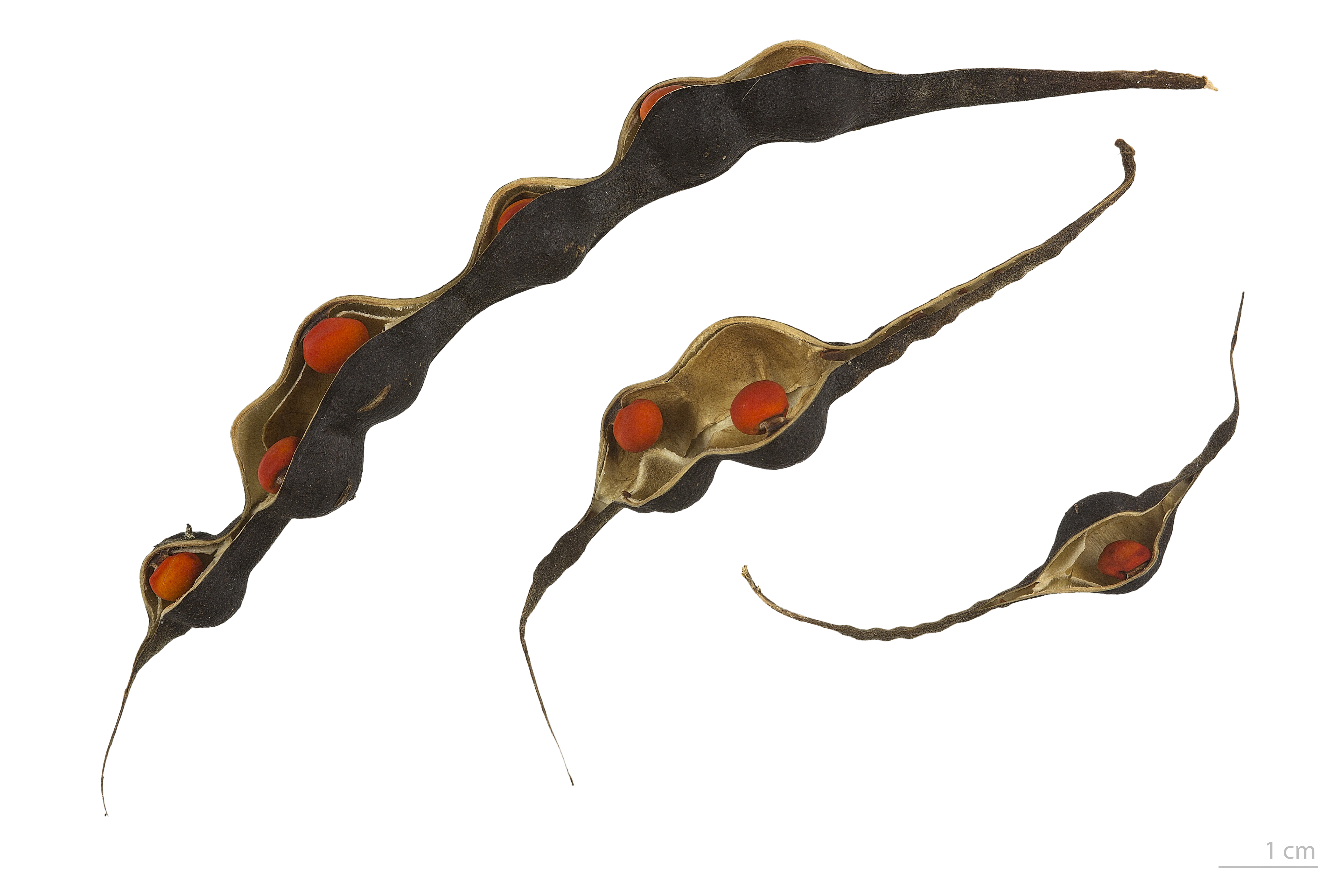
Erythrina humeana - MHNT

## Descripción
Es un arbusto o pequeño árbol de jardín, especialmente para las personas que aman las flores rojas del árbol Erythrina lysistemon pero no tienen bastante espacio para este gran árbol. Sus pequeñas dimensiones lo hacen ideal para jardines de pequeño tamaño. Produce una impresionante masa de flores rojas, y las flores son ricas en néctar y atraen a una gran variedad de aves, pero los  colibríes son los favoritos de los colores brillantes.
Con hábitos muy similares a Erythrina zeyheri, y a Erythrina acanthocarpa, puede tolerar el frío y las heladas durante el invierno.

## Toxicidad
Las partes aéreas de las especies del género Erythrina pueden contener alcaloides, tales como la eritralina y la erisodina, cuya ingestión puede suponer un riesgo para la salud.

## Taxonomía
Erythrina humeana fue descrita por Curt Polycarp Joachim Sprengel y publicado en Systema Vegetabilium, editio decima sexta 3: 243. 1826.
Etimología
Erythrina: nombre genérico que proviene del griego ερυθρóς (erythros) = "rojo", en referencia al color rojo intenso de las flores de algunas especies representativas.
humeana: epíteto
Sinonimia
- Erythrina humei E.Mey. (1891)
- Erythrina raja Meisn.
- Erythrina humei var. raja (Meisn.) Harv.
- Erythrina princeps A.Dietr.
- Erythrina hastifolia G.Bertol.[4]